# Assistência médica

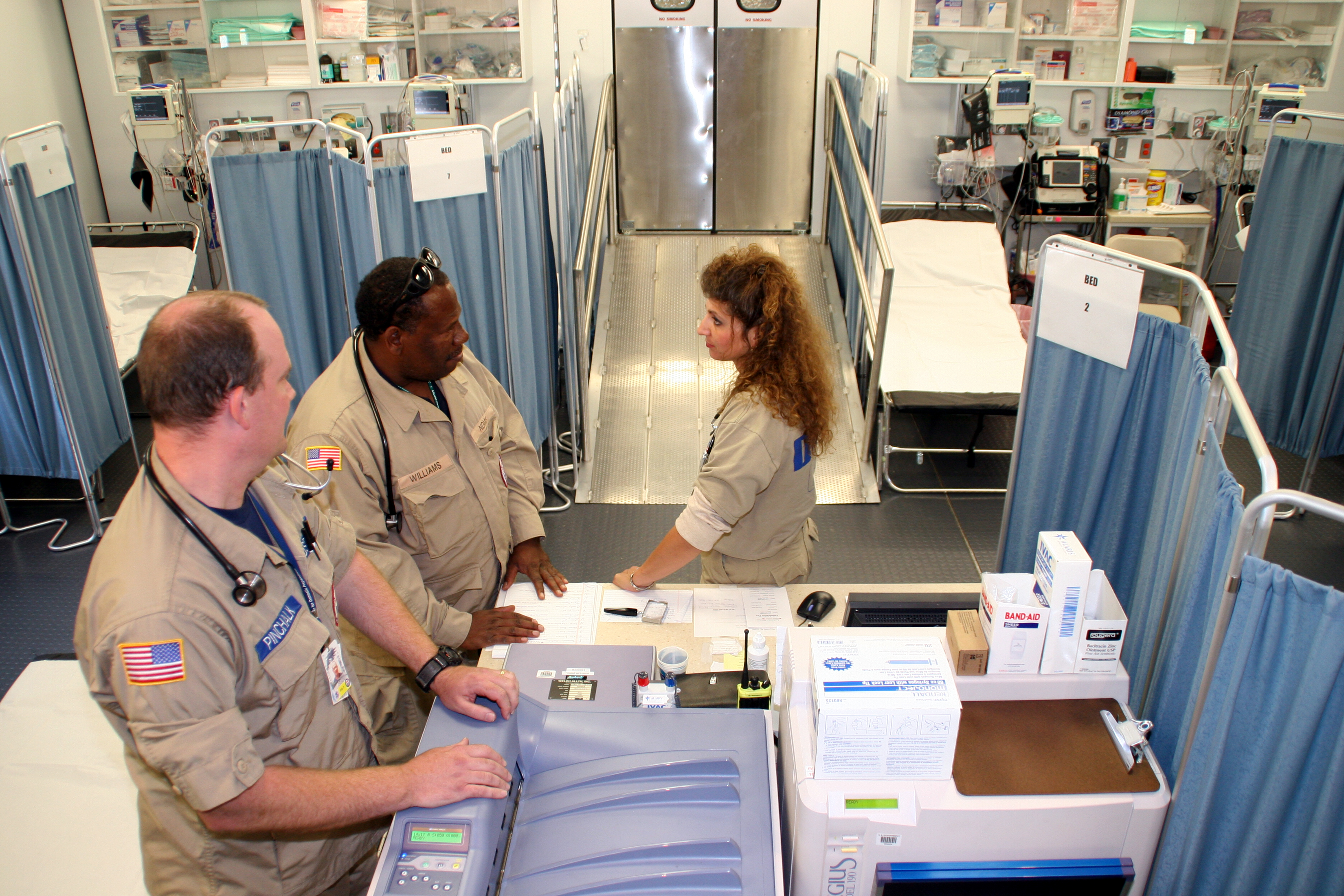
Médicos de um pronto socorro nos Estados Unidos.

Assistência médica é o tratamento de doenças e a preservação da saúde através de serviços médicos, farmacêuticos, enfermagem e outras profissões relacionadas.
Incluem-se na assistência médica todos os serviços utilizados para promover a saúde e o bem-estar dos pacientes, incluindo serviços preventivos, curativos e paliativos, seja para um indivíduo, seja para uma população.
A assistência médica é um benefício que não está incluído no cálculo de salário do trabalhador, ao contrário dos gastos com alimentação, por exemplo, que entram na conta para definir o valor do salário do empregado.
Por isso, cabe ao empregador (empresa) optar por fornecer planos de assistência médica a seus funcionários. Normalmente, a pessoa com carteira assinada conta também com esse benefício e pode usufruir da rede de atendimento do plano de saúde escolhido pelo empregador.
Um sistema de saúde eficiente pode contribuir para uma parte significativa da economia, do desenvolvimento e da industrialização de um país. Os cuidados de saúde são convencionalmente considerados como um importante determinante na promoção da saúde física e mental geral e do bem-estar das pessoas em todo o mundo. Um exemplo disso foi a erradicação mundial da varíola em 1980, declarada pela OMS como a primeira doença na história humana a ser eliminada por intervenções deliberadas de saúde.